# Stay (canção de The Kid Laroi e Justin Bieber)
"Stay" é uma canção do cantor australiano the Kid Laroi e do cantor canadense Justin Bieber, gravada para o relançamento da mixtape de the Kid Laroi, F*ck Love 3: Over You. Foi lançada pela Grade A Productions e Columbia Records em 9 de julho de 2021, como o primeiro single da mixtape. A canção marca a segunda colaboração entre Laroi e Bieber, após a faixa de Bieber, "Unstable", de seu sexto álbum de estúdio, Justice, em março de 2021.

## Desempenho nas tabelas musicais

### Posições
| Tabela musical (2021)                             | Melhor posição |
| ------------------------------------------------- | -------------- |
| Alemanha (Offizielle Deutsche Charts)             | 4              |
| Austrália (ARIA)                                  | 1              |
| Áustria (Ö3 Austria Top 75)                       | 3              |
| Bélgica (Ultratop 50 da Valônia)                  | 23             |
| Bélgica (Ultratop 50 de Flandres)                 | 2              |
| Canadá (Canadian Hot 100)                         | 1              |
| Canadá (Billboard CHR/Top 40)                     | 7              |
| Canadá (Billboard Hot AC)                         | 31             |
| República Checa (Rádio Top 100)                   | 46             |
| República Checa (Singles Digitál Top 100)         | 3              |
| Coreia do Sul (Gaon)                              | 92             |
| Croácia (HRT)                                     | 23             |
| Dinamarca (Hitlisten)                             | 2              |
| El Salvador (Monitor Latino)                      | 17             |
| Eslováquia (Rádio Top 100)                        | 62             |
| Eslováquia (Singles Digitál Top 100)              | 3              |
| Espanha (PROMUSICAE)                              | 67             |
| Estados Unidos (Billboard Hot 100)                | 1              |
| Estados Unidos (Billboard Adult Top 40)           | 22             |
| Estados Unidos (Billboard Dance/Mix Show Airplay) | 31             |
| Estados Unidos (Billboard Mainstream Top 40)      | 7              |
| Estados Unidos (Billboard Rhythmic)               | 34             |
| Finlândia (Suomen virallinen lista)               | 1              |
| França (SNEP)                                     | 22             |
| Mundo (Billboard Global 200)                      | 1              |
| Grécia (IFPI)                                     | 4              |
| Hungria (Single Top 40)                           | 14             |
| Hungria (Stream Top 40)                           | 6              |
| Índia (IMI)                                       | 4              |
| Irlanda (IRMA)                                    | 2              |
| Itália (FIMI)                                     | 18             |
| Japão (Japan Hot 100)                             | 66             |
| Lituânia (AGATA)                                  | 6              |
| Malásia (RIM)                                     | 7              |
| México (Billboard Mexico Airplay)                 | 12             |
| Noruega (VG-lista)                                | 1              |
| Nova Zelândia (Recorded Music NZ)                 | 1              |
| Países Baixos (Dutch Top 40)                      | 2              |
| Países Baixos (Single Top 100)                    | 1              |
| Panamá (PRODUCE)                                  | 31             |
| Portugal (AFP)                                    | 5              |
| Reino Unido (UK Singles Chart)                    | 2              |
| Singapura (RIAS)                                  | 1              |
| Suécia (Sverigetopplistan)                        | 1              |
| Suíça (Schweizer Hitparade)                       | 3              |